# Agenzia di moda
Un'agenzia di moda è una compagnia che rappresenta le modelle e i modelli nelle loro attività nell'ambito dell'industria della moda.
La persona dell'agente che svolge questo ruolo è chiamata anche booker.
Le maggiori agenzie di moda collaborano con grandi agenzie pubblicitarie o direttamente con gli stilisti. Il loro lavoro consiste nel formare i modelli per la loro attività, fornire loro dei book fotografici, nel proporre le modelle agli stilisti, ai fotografi e alle agenzie pubblicitarie, nello stabilire l'agenda dei modelli, e nella gestione della parte contrattuale e dei compensi.

## Agenzie di moda internazionali
- 2pm Model Management – Copenaghen
- Chic Management – Sydney
- DNA Model Management – New York
- Elite Model Management – Parigi
- Ford Models – New York
- G&G Universal Management – Milano
- IMG Models – New York e Parigi
- Marilyn Agency – Parigi
- Models 1 Agency – Londra
- NEXT Model Management – New York
- New York Model Management – New York
- Riccardo Gay Model Management – Milano
- Select Model Management – Londra
- Storm Model Agency – Londra
- Wilhelmina Models – New York
- Why Not Model Agency – Milano
- Women Model Management – New York
- Italian MODELS Agency - Valenza